# Staszyce (przystanek kolejowy)
Staszyce – zlikwidowany przystanek osobowy w Pile, w dzielnicy Staszyce; w województwie wielkopolskim, w Polsce. Został otwarty w 1913 roku przez KPEV. Przystanek został zamknięty w 1952 roku, a następnie zlikwidowany.